# Герке Петро Якович
Петро Якович Герке (рос. Пётр Яковлевич Герке (29 червня (12 липня) 1904 — 14 травня 1985) — радянський білоруський та латвійський гістолог і ембріолог, лікар-хірург, академік АН Латвійської РСР (1951—85), учень П. А. Мавродіаді та С. О. Лебьодкіна.

## Біографія
Народився Петро Герке 29 червня (12 липня) 1904 року у Велятичах (нині Борисовський район Білорусі) у сім'ї бухгалтера, уродженця Латвії. Після закінчення початкової школи в селі з 1913 року навчався у Мінському казенному комерційному училищі, пізніше у приватній гімназії. У 1922 році Петро Герке вступив до Білоруського державного університету на медичний факультет. Під час навчання Герке виявив великий інтерес до морфологічних наук — анатомії та гістології, й уже на третьому курсі йому доручали проводити заняття із студентами молодших курсів. У 1927 році закінчив навчання в університеті, та був прийнятий до аспірантури на кафедрі гістології та ембріології. У 1930 році, після організації на базі медичного факультету Білоруського державного університету Білоруського медичного інституту він став викладачем кафедри гістології та біології новоствореного вишу. у 1934 році він стає доцентом кафедри гістології та біології. У 1935 році Петро Герке представив до захисту кандидатську дисертацію на тему «Розвиток шлунку в ссавців», яку зарахували йому як докторську дисертацію. У 1936 році Петру Герке присвоєно звання доктора медичних наук. Наступного року вченого обрали завідувачем кафедри гістології та ембріології Білоруського медичного інституту.
Після початку радянсько-німецької війни Петро Герке був в евакуації в Краснодарському краї, Астрахані та Казахстані, працював лікарем-хірургом, займався підготовкою медичних сестер. у 1944 році за викликом із Міністерства охорони здоров'я БРСР терміново прибуває до Мінська у зв'язку із тим, що будівля анатомічного корпусу Мінського медичного інституту була зруйнована влучанням снарядів, унаслідок чого загинули серії ембріологічних препаратів, реконструкції, моделі, замальовки, і йому довелось усе збирати наново. У 1946 році Герке призначений деканом лікувального факультету інституту, а в 1949 році обраний заступником директора медінституту з навчальної та наукової роботи. У 1951 році Петро Герке обраний дійсним членом АН Латвійської РСР. У цьому ж році вчений переїжджає до Риги, де призначається на посаду заступника директора з наукової частини НДІ експериментальної та клінічної медицини АН Латвійської РСР і завідувача лабораторії морфології. У 1952 году він призначений директором цього інституту, який він очолював до 1971 року. Одночасно в 1952—1953 Петро Герке за сумісництвом був завідувачем кафедри анатомії Латвійського інституту фізичної культури, а в 1953—1972 роках завідувачем кафедри біології Ризького медичного інституту.
Помер Петро Герке 14 травня 1985 року в Ризі. У 2004 році, на відзначення пам'яті про вченого, видано кілька книг про нього, а Білоруський державний медичний інститут випустив детальну біографію Петра Герке в електронному вигляді.

## Наукові роботи
Основні наукові роботи Петра Герке присвячені цитології, також учений є автором ряду наукових робіт із питань порівняльної ембріології ссавців, а також є автором підручників з біології. Близько 30 наукових праць Петро Герке також присвятив історії медицини.

## Вибрані твори
- Герке П. Я. Общая эмбриология человека. Рига.: Изд-во АН Латвийской ССР, 1955—104 с. (рос.)
- Герке П. Я. Персональный указатель литературы и биографический очерк. Рига.: Зинатне, 1974 — 63 с. (рос.)

## Нагороди та премії
- Медаль «Ветеран праці».
- Медаль «За доблесну працю у Великій Вітчизняній війні 1941—1945 рр.».
- Медаль «В ознаменування 100-річчя з дня народження Володимира Ілліча Леніна».
- Орден Вітчизняної війни 2 ступеня.
- Орден Трудового Червоного Прапора.
- Почесна грамота Президії ВР Білоруської РСР.
- Почесна грамота Президії ВР Латвійської РСР.